# 中込秀樹
中込 秀樹（なかごめ ひでき、1941年6月25日 - ）は、日本の法学者。元裁判官、弁護士。大東文化大学法科大学院特任教授、元名古屋高等裁判所長官。東京都出身。

## 経歴

### 学歴
- 1965年 東京大学法学部卒業
- 1975年 サザンメソジスト大学ロースクール修了（比較法修士）

### 職歴
- 1965年 司法研修所入所（19期）
- 1967年 東京地方裁判所判事補
- 1970年 最高裁判所事務総局総務局付
- 1973年 大阪地方裁判所堺支部判事補
- 1977年 東京地方裁判所判事
- 1977年 最高裁判所事務総局行政局参事官
- 1979年 最高裁判所事務総局行政局第二課長
- 1981年 日本国有鉄道総裁室法務課調査役
- 1984年 東京地方裁判所判事
- 1987年 大阪地方裁判所部総括判事
- 1990年 東京地方裁判所部総括判事
- 1999年 水戸地方裁判所所長
- 2000年 浦和地方裁判所所長
- 2001年 さいたま地方裁判所所長
- 2002年 東京家庭裁判所所長
- 2005年 名古屋高等裁判所長官
- 2006年 名古屋高等裁判所長官退官
- 2006年 弁護士登録（第一東京弁護士会）、 ふじ合同法律事務所（シニアパートナー）入所
- 2007年 帝京大学法学部教授、大東文化大学大学院法務研究科（法科大学院）特任教授
- 2008年 株式会社ユニバーサルエンターテインメント社外取締役、アルゼ株式会社社外取締役、三井倉庫株式会社社外監査役
- 2012年 JXホールディングス株式会社社外監査役

## 判決
- 「本件不受理通知は、雇用保険法及び社会保険労務士法並びにこれらの関連規定を根拠になされたものであるところ、雇用保険法において代理人個人の利益を保障する趣旨の規定はおよそ見当たらない。」（社会保険労務士対池袋職業安定所所長事件、却下）

## 社会的活動
- 2006年 - 新司法試験考査委員（行政法）
- 2007年
  - 公益財団法人自動車製造物責任相談センター 理事
  - 厚生労働省 フィブリノゲン資料問題及びその背景に関する調査プロジェクトチーム顧問
- 2008年
  - アルゼ株式会社 社外取締役（報酬委員会委員長・指名委員会委員）
  - 三井倉庫株式会社 社外監査役
- 2009年 - 西松建設株式会社 外部諮問委員会委員
- 2010年 - 国土交通省 中央建設工事紛争審査会委員
- 2011年
  - 東京電力株式会社 原子力安全・品質保証会議　事故調査検証委員会委員
  - オリンパス株式会社 第三者委員会委員
- 2012年
  - JXホールディングス株式会社 社外監査役
  - 野村ホールディングス株式会社 調査委員会委員長
- 2013年
  - 株式会社カネボウ化粧品 第三者調査担当弁護士
  - 株式会社みずほ銀行 提携ローン業務適正化に関する特別調査委員会委員長
- 2014年 - 株式会社朝日新聞社 慰安婦報道検証第三者委員会委員長
- 2019年 - あいちトリエンナーレ名古屋市あり方・負担金検証委員会 委員[2]

## 著書
- 『行政事件訴訟の一般的問題に関する実務的研究（改訂版）』（法曹会、1999年）